# Czystość substancji
Czystość substancji – procentowa zawartość wagowa głównej substancji stanowiącej dany produkt, po odjęciu od niej wszystkich zanieczyszczeń towarzyszących jej w tym produkcie. Najczęściej produktem, którego czystość określa się, jest pojedynczy związek chemiczny, ewentualnie może to być ściśle określona mieszanina związków chemicznych (np. roztwór wodny o określonym stężeniu). Stopniowana jest poprzez kolejne rzędy wielkości i służy do klasyfikacji produktów, surowców lub odczynników w celach handlowych lub technologicznych. W przypadku technologii i konkretnych procedur reakcji wymagana może być nie tylko minimalna czystość potrzebna do osiągnięcia zamierzonego efektu, ale na skalę przemysłową również maksymalna – aby nie podrażać kosztów produkcji. Zazwyczaj wraz ze wzrostem czystości substancji, jeszcze szybciej rośnie jej cena, jednak dla różnych substancji koszty uzyskania tej samej czystości mogą być bardzo różne. Np. koszt uzyskania żelaza o czystości 99,9% jest znacznie wyższy od rtęci o czystości 99,9999%.
Często wraz z czystością substancji podaje się w nawiasie metodę jej oznaczania np. "98% (GC)" oznacza, iż czystość określono metodą chromatografii gazowej. Warto w tym miejscu zauważyć, że w zależności od zastosowanej metody oznaczania, czystość może się diametralnie zmieniać. Zanieczyszczenia, które nie są wykrywane przez np. GC (wykazujące czystość np. 99%) mogą powodować, iż czystość oznaczona inną metodą (np. HPLC) będzie dużo gorsza (np. 75%).
Nazwy i oznaczenia kolejnych poziomów czystości:
- techniczny, skrót techn. – substancje i surowce będące standardowym produktem syntezy przemysłowej, zwykle nierafinowane, najczęściej o czystości w zakresie 90–99% głównego składnika.
- czysty, skrót: cz. – nazwa normy dla odczynników laboratoryjnych o czystości wystarczającej do standardowych prac lub do analiz jakościowych.
- czysty do analizy, skrót: cz.d.a. – nazwa normy polskiej dla odczynników służących do analiz określonych daną normą; nazwa ta nie oznacza przydatności odczynnika do każdej analizy.
- chemicznie czysty, skrót: ch.cz. – nazwa normy dla odczynników najwyższej czystości wymaganej w specjalnych technikach laboratoryjnych; nazwa oznacza, że zanieczyszczeń nie można wykryć nawet najczulszymi metodami analizy chemicznej i trzeba użyć metod wykorzystujących zjawiska czysto fizyczne
- czysty spektralnie, skrót: spektr.cz. – czystość odczynników (w tym także rozpuszczalników), które nie posiadają zanieczyszczeń wykrywanych metodami spektralnymi.

Nazwy norm czystości nie oznaczają konkretnej wartości zawartości głównego składnika i mogą być różne dla różnych substancji. Czasami norma "cz.d.a." może przewidywać możliwość wysokich zawartości pewnych zanieczyszczeń, jeśli nie przeszkadzają one w analizie, do jakiej przeznaczono dany odczynnik. W okresie PRL przedsiębiorstwem wiodącym, które zajmowało się tworzeniem norm dla czystości odczynników był POCH.
Czystość substancji gazowych, szczególnie tych o przemysłowym zastosowaniu określa się poprzez literę N i liczbę składającą się z cyfry oznaczającej ilość dziewiątek w procentowym oznaczeniu czystości oraz ewentualnie kropki oraz ostatniej cyfry (innej niż 9) z procentowego oznaczenia czystości. Na przykład czystość 99,998% zapisana zostanie w postaci N4.8; z kolei argon N5.0 oznacza argon o czystości 99,999%, a N6.5 czystość 99,99995%. Wiele gazów technicznych dostępnych jest o czystościach od N3.0 do N5.5.

## Czystość stereochemiczna
Czystość stereochemiczną substancji chiralnych określa się przez podanie nadmiaru enancjomerycznego (ee) lub diastereoizomerycznego (de), lub czystości optycznej (op). Próbka, w której można wykryć tylko jeden enancjomer, określana jest jako enancjomerycznie czysta (homochiralna).